# 1980 w muzyce
Wydarzenia muzyczne w 1980 roku.

## Wydarzenia
- Era Disco trwa. Ważniejsze przeboje to m.in. „Celebration” Kool & The Gang, „Sexy Eyes” Dr. Hook, „Let’s Groove” Earth, Wind & Fire, „I’m Coming Out”, „Upside Down” Diany Ross, „Give Me the Night” George’a Bensona.
- 11 stycznia – drugie tournée gospelowe Boba Dylana
- 7 lutego – premiera spektaklu The Wall grupy Pink Floyd w Sports Arena w Los Angeles
- 14 marca – w katastrofie samolotu Ił-62 podczas lądowania na Okęciu lecącego z USA zginęła Anna Jantar.
- 13 kwietnia – zakończono wystawianie musicalu Grease na Broadwayu po 3388 przedstawieniach, co było rekordem w tamtym okresie
- 17 kwietnia – trzecie tournée gospelowe Boba Dylana
- 6 czerwca – w Jarocinie rozpoczął się I Ogólnopolski Przegląd Muzyki Młodej Generacji (była to XI edycja Wielkopolskich Rytmów Młodych)
- Na początku lipca grupa Queen wyrusza na trzymiesięczną trasę promującą album The Game w Kanadzie i USA
- od 25 sierpnia do 10 września - grupa Maanam w studiu Rozgłośni PR w Lublinie realizowała nagrania swojej pierwszej płyty (wydanie WIFON LP-028, MC-0158).
- 9 listopada – początek A Musical Retrospective Tour Boba Dylana
- Grupa Queen na początku grudnia rozpoczęła trasę koncertową po Europie. Zespół gra w: Szwajcarii, Francji, Niemczech, Holandii, Belgii i Anglii. 8 grudnia zastrzelono Johna Lennona, więc następnego dnia na koncercie Queen wykonał „Imagine”
- 8 grudnia
  - John Lennon został zastrzelony przez szaleńca przed swoim apartamentem w Nowym Jorku
- Pierwszy Ogólnopolski Przegląd Zespołów Rockowych Nowej Fali w Kołobrzegu

## Urodzili się
- 1 stycznia – Olivia Ruiz, francuska piosenkarka
- 4 stycznia – Adam Falkiewicz, polski muzyk i kompozytor (zm. 2007)
- 5 stycznia – Katarzyna Borek, polska pianistka, kompozytorka
- 11 stycznia – Klaudia Pasternak, polska kompozytorka współczesna, dyrygentka operowa
- 12 stycznia – Amerie, amerykańska piosenkarka, producentka muzyczna i aktorka
- 14 stycznia
  - Piotr Konca, polski gitarzysta poprockowy
  - Monika Kuszyńska, polska piosenkarka i autorka tekstów
- 15 stycznia
  - Marek Kaliszuk, polski aktor i piosenkarz
  - Lydia, hiszpańska piosenkarka
- 16 stycznia – Andy Moor, właśc. Andrew Beardmore, brytyjski DJ i producent muzyczny
- 17 stycznia – Zooey Deschanel, amerykańska piosenkarka i aktorka
- 21 stycznia – Nana Mizuki, japońska piosenkarka, autorka tekstów i seiyū
- 22 stycznia
  - Lizz Wright, amerykańska piosenkarka i kompozytorka
  - Bart Claessen, holenderski DJ i producent muzyczny, występujący jako Barthezz
- 23 stycznia – Matt Marks, amerykański muzyk i kompozytor (zm. 2018)
- 25 stycznia – David Dorůžka, czeski gitarzysta i kompozytor jazzowy
- 28 stycznia – Nick Carter, amerykański muzyk Backstreet Boys
- 31 stycznia
  - K-Maro, właśc. Cyril Kamar, libańsko-kanadyjski raper i biznesmen
  - Emilian Waluchowski, polski perkusista i wokalista
- 2 lutego
  - Gucci Mane, właśc. Radric Delantic Davis, amerykański raper
  - Nina Zilli, włoska piosenkarka i autorka tekstów
- 5 lutego – Borys Kossakowski, polski muzyk, prozaik, poeta, autor tekstów
- 9 lutego – Cassandra Steen, niemiecka piosenkarka i autorka tekstów, wokalistka zespołu Glashaus
- 10 lutego – Michał Nowak, polski basista zespołu Feel
- 17 lutego – Dagny Baczyńska-Kissas, polska pianistka klasyczna, kompozytorka, tancerka, teoretyk muzyki, pedagog
- 18 lutego
  - Regina Spektor, amerykańska piosenkarka żydowskiego pochodzenia
  - Florin Cezar Ouatu, rumuński piosenkarz i pianista
- 21 lutego – Tiziano Ferro, włoski wokalista
- 24 lutego
  - Anton Maiden, szwedzki piosenkarz (zm. 2003)
  - Stig Rästa, estoński piosenkarz i muzyk
- 27 lutego – Don Diablo, holenderski DJ i producent muzyczny
- 5 marca – Jessica Boehrs, niemiecka piosenkarka i aktorka
- 7 marca – Murat Boz, turecki piosenkarz, autor tekstów, kompozytor i producent
- 8 marca
  - Piotr „donGURALesko” Górny, polski raper
  - Lucie Vondráčková, czeska piosenkarka i aktorka
  - Wojciech Waleczek, polski pianista, profesor sztuki
- 9 marca – Chingy, właśc. Howard Bailey Jr., amerykański raper, piosenkarz i aktor
- 12 marca – Antoni Łazarkiewicz, polski kompozytor muzyki filmowej i teatralnej, aktor
- 15 marca – Jacek Stęszewski, polski muzyk, piosenkarz, autor tekstów i kompozytor, założyciel i wokalista zespołu Koniec Świata
- 16 marca – Michał Bagiński, polski gitarzysta, wokalista, kompozytor, realizator i producent muzyczny
- 17 marca – Kasia Cerekwicka, polska piosenkarka i autorka tekstów
- 19 marca – Agnes Pihlava, fińska piosenkarka polskiego pochodzenia
- 23 marca – Asaf Awidan, izraelski piosenkarz, autor tekstów i muzyk
- 26 marca – Pati Yang, polska piosenkarka
- 27 marca – Cesare Cremonini, włoski piosenkarz i autor piosenek
- 28 marca – Rasmus Seebach, duński piosenkarz
- 29 marca – Natalia Avelon, polsko-niemiecka aktorka i piosenkarka
- 2 kwietnia – Konrad Kubicki, polski kontrabasista i gitarzysta basowy
- 3 kwietnia – Dewi Sandra, indonezyjska aktorka, prezenterka i piosenkarka
- 7 kwietnia – Michał Gasz, polski piosenkarz, aktor musicalowy, autor tekstów i kompozytor
- 9 kwietnia
  - Maja Sikorowska, polska piosenkarka
  - Clueso, właśc. Thomas Hübner, niemiecki piosenkarz, raper, autor tekstów i producent muzyczny
- 12 kwietnia
  - Brian McFadden, irlandzki piosenkarz
  - Erik Mongrain, kanadyjski kompozytor i gitarzysta
- 13 kwietnia – Amanda Wilson, brytyjska piosenkarka muzyki house
- 14 kwietnia – Lim Dong-min, południowokoreański pianista
- 15 kwietnia – Futoshi Uehera, japoński basista
- 16 kwietnia – Samir Cavadzadə, azerski piosenkarz
- 18 kwietnia – Paweł Kapliński, polski raper
- 20 kwietnia
  - Basta, właśc. Wasilij Wakulienko, rosyjski raper i producent muzyczny
  - Waylon, właśc. Willem Bijkerk, holenderski piosenkarz
- 22 kwietnia – Ginger Reyes, amerykańska basistka i gitarzystka rockowa
- 28 kwietnia
  - Karolina Goczewa, macedońska piosenkarka
  - Hanka G, słowacka wokalistka wykonująca muzykę będąca połączeniem jazzu, soul oraz R&B
- 29 kwietnia
  - Kian Egan, irlandzki piosenkarz
  - Magdalena Tul, polska piosenkarka, kompozytorka i autorka tekstów
- 1 maja – Zaz, właśc. Isabelle Geffroy, francuska piosenkarka jazzowa, popowa i soulowa
- 6 maja – Lola Muñoz, hiszpańska piosenkarka, członkini zespołu Las Ketchup
- 7 maja – Janna Terzi, grecka piosenkarka i autorka tekstów
- 9 maja – Filip Wałcerz, polski pianista, kompozytor i aktor
- 11 maja – Nevio Passaro, niemiecki wokalista, kompozytor i autor tekstów
- 13 maja – Vincent Pontare, szwedzki piosenkarz i autor tekstów
- 15 maja
  - Adam „O.S.T.R.” Ostrowski, polski raper, freestylowiec
  - Sława, właśc. Anastasija Słaniewska, rosyjska piosenkarka i aktorka
- 21 maja
  - Gotye, właśc. Wouter André De Backer, australijsko-belgijski piosenkarz, muzyk, kompozytor i multiinstrumentalista
  - Wojciech Maziakowski, polski gitarzysta basowy
- 23 maja – Stanisław Kierner, polski śpiewak operowy (bas-baryton), pianista, pedagog
- 28 maja
  - Mark Feehily, irlandzki piosenkarz
  - Maimuna, białoruska skrzypaczka
- 31 maja – Andy Hurley, amerykański perkusista zespołu Fall Out Boy
- 2 czerwca – Irish Grinstead, amerykańska piosenkarka R&B (zm. 2023)
- 9 czerwca – D’banj, nigeryjski piosenkarz, autor tekstów, muzyk i prezenter telewizyjny
- 13 czerwca – Sarah Connor, niemiecka piosenkarka
- 15 czerwca – Nafa Urbach, indonezyjska piosenkarka i aktorka
- 18 czerwca – Tylda Ciołkosz, polska religioznawczyni, skrzypaczka, wokalistka, kompozytorka, autorka tekstów
- 21 czerwca – Jan Smoczyński, polski pianista, kompozytor, aranżer, producent muzyczny, realizator dźwięku
- 24 czerwca – Sebastian Perłowski, polski dyrygent, kompozytor, aranżer
- 26 czerwca – Robert Cichy, polski muzyk, gitarzysta, wokalista, kompozytor, producent i aranżer
- 29 czerwca – Katherine Jenkins, walijska wokalistka (mezzosopran)
- 1 lipca – DJ Hazel, właśc. Michał Orzechowski, polski DJ i producent muzyczny (zm. 2025)
- 4 lipca – Thomas Bergersen, norweski kompozytor, multiinstrumentalista
- 5 lipca
  - Gustaph, właśc. Stef Caers, belgijski piosenkarz, autor tekstów, producent muzyczny i trener wokalny
  - Jason Wade, amerykański piosenkarz, autor tekstów i gitarzysta zespołu Lifehouse
- 10 lipca
  - Claudia Leitte, brazylijska piosenkarka i autorka tekstów
  - Jessica Simpson, amerykańska piosenkarka
- 15 lipca
  - Masayuki Hirahara, japońska pianistka i kompozytorka
  - Julia Perez, właśc. Yuli Rachmawati, indonezyjska aktorka, wokalistka dangdut i modelka (zm. 2017)
- 17 lipca – Doniu, właśc. Dominik Grabowski, polski raper
- 18 lipca
  - Kristen Bell, amerykańska aktorka, piosenkarka i autorka tekstów
  - Gareth Emery, brytyjski DJ i producent muzyczny
- 19 lipca
  - Urška Arlič Gololičič, słoweńska śpiewaczka operowa (sopran)
  - Tempei Nakamura, japoński pianista i kompozytor
- 20 lipca – Gisele Bündchen, brazylijska modelka, aktorka, producentka i piosenkarka
- 21 lipca – Anna Wyszkoni, polska piosenkarka
- 22 lipca – Kate Ryan, belgijska piosenkarka
- 23 lipca – Michelle Williams, amerykańska piosenkarka i aktorka
- 25 lipca
  - Diam’s, właśc. Mélanie Georgiades, francuska raperka
  - Rebeka Dremelj, słoweńska piosenkarka, modelka, prezenterka telewizyjna, aktorka i Miss Słowenii 2001
- 28 lipca – Kai Rosenkranz, niemiecki kompozytor muzyki do gier komputerowych
- 1 sierpnia – Syahrini, właśc. Rini Fatimah Zaelani, indonezyjska piosenkarka i aktorka
- 3 sierpnia – Nadia Ali, amerykańsko-pakistańska piosenkarka
- 15 sierpnia – Carl-Johan Fogelklou, szwedzki basista zespołu Mando Diao
- 16 sierpnia – Vanessa Carlton, amerykańska piosenkarka i pianistka
- 17 sierpnia – Lene Marlin, norweska piosenkarka i muzyk
- 19 sierpnia
  - Darius Campbell, szkocki piosenkarz, autor piosenek, muzyk, aktor i producent filmowy (zm. 2022)
  - Adrian Lulgjuraj, albański piosenkarz i autor tekstów
- 4 września – David Garrett, niemiecko-amerykański skrzypek i muzyk
- 7 września – Nigar Camal, azerska piosenkarka
- 9 września – Magdalena Modra, polska piosenkarka, aktorka, prezenterka telewizyjna i modelka
- 10 września – Mikey Way, amerykański gitarzysta basowy, muzyk rockowej grupy My Chemical Romance
- 14 września – Ayọ, właśc. Joy Olasunmibo Ogunmakin, niemiecka piosenkarka, autorka tekstów i aktorka nigeryjskiego pochodzenia
- 16 września – Special D., właśc. Dennis Horstmann, niemiecki DJ i producent muzyczny
- 17 września – Michał Grott, polski muzyk sesyjny, basista, kompozytor
- 19 września – bliźniaczki Tegan Rain Quin i Sara Kiersten Quin, wokalistki i gitarzystki kanadyjskiego zespołu Tegan and Sara
- 21 września – Przemysław Sokół, polski trębacz, kompozytor, multiinstrumentalista
- 25 września – T.I., właśc. Clifford Joseph Harris Jr., amerykański raper i aktor
- 27 września
  - Michał Jurkiewicz, polski multiinstrumentalista, muzyk sesyjny, kompozytor, producent muzyczny, aranżer
  - Miss Platnum, niemiecka piosenkarka
- 28 września – Bartosz Chajdecki, polski kompozytor filmowy, serialowy i teatralny
- 3 października – Kjetil Mørland, norweski piosenkarz
- 5 października
  - Paul Thomas, amerykański basista, członek punkowego zespołu Good Charlotte
  - Joakim Brodén, szwedzki piosenkarz, klawiszowiec, autor tekstów, lider zespołu Sabaton
- 11 października – Colleen Lee, hongkońska pianistka
- 13 października – Ashanti Douglas, amerykańska piosenkarka, producentka muzyczna, tancerka, poetka, aktorka, autorka tekstów piosenek
- 14 października – Filip Hałucha, polski gitarzysta basowy, realizator dźwięku i producent muzyczny
- 15 października – Siiri Nordin, fińska piosenkarka
- 16 października
  - Jordan Kamdżałow, bułgarski dyrygent i muzyk
  - Elżbieta Tomala-Nocuń, polska dyrygentka
- 18 października – Sarah Blackwood, kanadyjska piosenkarka, autorka tekstów i gitarzystka zespołu Walk off the Earth
- 21 października – Leon Bolier, holenderski DJ i producent muzyczny
- 24 października – Monica, właśc. Monica Denise Arnold, amerykańska wokalistka R&B i pop, autorka tekstów i aktorka
- 27 października
  - Tanel Padar, estoński piosenkarz
  - Václav Noid Bárta, czeski piosenkarz
- 28 października – Natina Reed, amerykańska aktorka, raperka, piosenkarka grupy Blaque (zm. 2012)
- 31 października – Isabella Summers, brytyjska muzyk, autorka tekstów, producentka muzyczna i DJ-ka, członkini zespołu Florence and the Machine
- 1 listopada – Wojciech Krzak, polski skrzypek, gitarzysta, producent muzyczny, autor piosenek, tekstów oraz muzyki teatralnej
- 6 listopada
  - Anri Dżochadze, gruziński piosenkarz
  - Marcin Walenczykowski, polski muzyk rockowy, kompozytor i multiinstrumentalista (zm. 2018)
- 7 listopada – Helena Zeťová, czeska piosenkarka (zm. 2024)
- 11 listopada – Pinkan Mambo, właśc. Pinkan Ratnasari Mambo, indonezyjska piosenkarka
- 13 listopada – Monique Coleman, amerykańska aktorka i piosenkarka
- 14 listopada – Pedro Capó, portorykański piosenkarz, autor tekstów, muzyk i gitarzysta
- 17 listopada
  - Clarke Hanson, Hanson
  - Wrczak, macedoński piosenkarz
- 20 listopada – Dilnaz Achmadijewa, kazachska piosenkarka i aktorka
- 26 listopada – Satoshi Ōno, japoński piosenkarz, autor tekstów, aktor, artysta i prezenter radiowy, członek zespołu Arashi
- 30 listopada – Sido, właśc. Paul Würdig, niemiecki raper
- 2 grudnia – Bartosz Koziak, polski wiolonczelista
- 5 grudnia – Ibrahim Maalouf, francuski trębacz jazzowy, kompozytor i aranżer pochodzenia libańskiego
- 10 grudnia
  - Sarah Chang, amerykańska skrzypaczka
  - David Deejay, rumuński piosenkarz, DJ i producent muzyczny
- 13 grudnia – Agnieszka Włodarczyk, polska aktorka i piosenkarka
- 14 grudnia – Marika, właśc. Marta Kosakowska, polska piosenkarka, autorka tekstów, dziennikarka radiowa i telewizyjna
- 15 grudnia
  - Sorin Stefan Brotnei, rumuński piosenkarz
  - Sergio Pizzorno, brytyjski gitarzysta i wokalista, członek grupy Kasabian
- 18 grudnia – Christina Aguilera, amerykańska piosenkarka
- 20 grudnia – Christopher Edwards, brytyjski gitarzysta basowy, członek grupy Kasabian
- 23 grudnia – Jacek Woźniak, polski perkusista, współzałożyciel zespołu Farba
- 24 grudnia – Maarja-Liis Ilus, estońska piosenkarka
- 31 grudnia – Onil, właśc. Grzegorz Oniszczuk, polski raper (zm. 2011)

## Zmarli
- 1 stycznia – Wanda Chmielowska, polska pianistka i pedagog (ur. 1891)
- 2 stycznia – Władysław Skoraczewski, polski śpiewak operowy (bas-baryton), dyrygent, instruktor harcerski (ur. 1919)
- 3 stycznia – Aleksandr Swiesznikow, radziecki dyrygent, chórmistrz i pedagog; Ludowy Artysta ZSRR (ur. 1890)
- 13 stycznia – André Kostelanetz, amerykański dyrygent i aranżer pochodzenia rosyjskiego (ur. 1901)
- 19 stycznia – Piero Ciampi, włoski piosenkarz, kompozytor, poeta i autor tekstów piosenek (ur. 1934)
- 21 stycznia – Elvira de Hidalgo, hiszpańska śpiewaczka operowa (sopran) (ur. 1892)
- 28 stycznia – Franco Evangelisti, włoski kompozytor (ur. 1926)
- 29 stycznia – Jimmy Durante, amerykański piosenkarz, pianista i aktor (ur. 1893)
- 12 lutego – Andrzej Kudelski, polski autor tekstów piosenek (ur. 1931)
- 13 lutego – Zofia Stachurska, polska śpiewaczka klasyczna (sopran), pedagog (ur. 1915)
- 19 lutego – Bon Scott, australijski wokalista rockowy, członek AC/DC (ur. 1946)
- 22 lutego – Jerzy Lefeld, polski pianista, kameralista, kompozytor i pedagog (ur. 1898)
- 11 marca
  - Julio de Caro, argentyński muzyk tanga, kompozytor, skrzypek i dyrygent (ur. 1899)
  - Juliusz Weber, polski skrzypek, profesor Akademii Muzycznej (ur. 1902)
- 14 marca
  - Anna Jantar, polska piosenkarka (ur. 1950)
  - Alan Parkhurst Merriam, amerykański etnomuzykolog (ur. 1923)
- 25 marca – Walter Susskind, brytyjski dyrygent pochodzenia czeskiego (ur. 1913)
- 26 marca – Zofia Lissa, polska muzykolog (ur. 1908)
- 29 marca – Annunzio Mantovani, brytyjski skrzypek, pianista, kierownik orkiestry, dyrygent i kompozytor pochodzenia włoskiego (ur. 1905)
- 2 kwietnia – Jan Markowski, polski kompozytor i pianista, oficer Wojska Polskiego (ur. 1913)
- 16 kwietnia
  - Jerzy Procner, polski dyrygent, dyrektor teatru, pedagog muzyczny (ur. 1924)
  - Morris Stoloff, amerykański dyrygent i kompozytor (ur. 1898)
- 20 kwietnia – Hilde Konetzni, austriacka śpiewaczka operowa (sopran) (ur. 1905)
- 6 maja – Adele Kern, niemiecka śpiewaczka operowa (sopran) (ur. 1901)
- 8 maja – Stefan Jarociński, polski muzykolog, krytyk, pisarz muzyczny (ur. 1912)
- 17 maja – Halina Stecka, polska śpiewaczka operowa (mezzosopran) (ur. 1913)
- 18 maja – Ian Curtis, brytyjski wokalista i autor tekstów brytyjskiego nowofalowego zespołu Joy Division (ur. 1956)
- 10 czerwca – Władysław Szeptycki, polski śpiewak operowy i operetkowy (tenor) (ur. 1915)
- 14 czerwca – Fryderyk Sadowski, polski skrzypek, pedagog (ur. 1921)
- 20 czerwca – Allan Pettersson, szwedzki kompozytor (ur. 1911)
- 21 czerwca – Bert Kaempfert, niemiecki kompozytor, aranżer i kierownik orkiestry (ur. 1923)
- 28 czerwca – José Iturbi, hiszpański dyrygent i pianista (ur. 1895)
- 2 lipca – Jan Michał Wieczorek, polski kompozytor, dyrygent i pedagog (ur. 1904)
- 9 lipca – Vinicius de Moraes, brazylijski poeta, prozaik, dramaturg, krytyk filmowy, muzyk, kompozytor, wokalista (ur. 1913)
- 11 lipca – Bolesław Woytowicz, polski kompozytor, pianista i pedagog (ur. 1899)
- 17 lipca – Kazimierz Kanaś, polski kompozytor, organista, kapelmistrz wojskowy, major Wojska Polskiego (ur. 1894)
- 23 lipca – Keith Godchaux, amerykański pianista, muzyk zespołu Grateful Dead (ur. 1948)
- 25 lipca – Włodzimierz Wysocki, rosyjski poeta, pieśniarz i aktor (ur. 1938)
- 29 lipca – Jan Tausinger, czeski kompozytor i dyrygent (ur. 1921)
- 12 sierpnia – Halina Wojciechowska, polska skrzypaczka i pedagog (ur. 1903)
- 18 sierpnia – Marian Sobański, polski śpiewak operowy (bas-baryton), dyrektor Teatru Śląskiego im. Stanisława Wyspiańskiego w Katowicach, kapitan Wojska Polskiego (ur. 1889)
- 20 sierpnia – Joe Dassin, amerykański muzyk, francuskojęzyczny piosenkarz i kompozytor (ur. 1938)
- 26 sierpnia – Miliza Korjus, amerykańska aktorka i śpiewaczka operowa pochodzenia polsko-estońskiego (ur. 1909)
- 15 września – Bill Evans, amerykański pianista jazzowy (ur. 1929)
- 25 września – John Bonham, angielski perkusista rockowy, członek zespołu Led Zeppelin (ur. 1948)
- 2 października – Lina Pagliughi, włoska śpiewaczka operowa (sopran) (ur. 1907)
- 3 października – Jerzy Żurawlew, polski pianista i kompozytor (ur. 1886)
- 7 października – Bolesław Mierzejewski, aktor filmowy i teatralny, śpiewak operetkowy, reżyser (ur. 1887)
- 8 października – Maurice Martenot, francuski wiolonczelista, radiotelegrafista podczas I wojny światowej, wynalazca instrumentu muzycznego znanego jako fale Martenota (ur. 1898)
- 20 listopada – Eugenia Umińska, polska skrzypaczka (ur. 1910)
- 7 grudnia – Darby Crash, amerykański muzyk punkrockowy, wokalista grupy The Germs (ur. 1958)
- 8 grudnia – John Lennon, brytyjski muzyk, kompozytor, wokalista i autor tekstów, leader The Beatles (ur. 1940)
- 13 grudnia – Hans Richter-Haaser, niemiecki pianista (ur. 1912)
- 29 grudnia – Tim Hardin, amerykański piosenkarz, gitarzysta i kompozytor folkowy (ur. 1941)

## Albumy

### polskie
- Anna Jantar – Anna Jantar
- Dawne przeboje – Violetta Villas
- Droga ludzi – Skaldowie
- Easy Come, Easy Go – 2 plus 1
- Elżbieta Adamiak – Elżbieta Adamiak
- Helicopters – Porter Band
- Kombi – Kombi
- Odcienie samotności – Zdzisława Sośnicka
- Ona przyszła prosto z chmur – Budka Suflera
- Postscriptum – Czesław Niemen
- Raj (wydanie podziemne – wydanie oficjalne – 1991) – Jacek Kaczmarski, Przemysław Gintrowski, Zbigniew Łapiński
- The Most Beautiful Day – Exodus
- Żagiel Ziemi – Breakout
- Żółty liść – Janusz Laskowski

### zagraniczne
- 9 to 5 – Dolly Parton
- 21 at 33 – Elton John
- 80/81 – Pat Metheny
- 1980 – Gil Scott-Heron
- A – Jethro Tull
- A Different Kind of Tension – The Buzzcocks
- A Musical Affair – Ashford and Simpson
- Absolutely – Madness
- Ace of Spades – Motörhead
- Acnalbasac Noom – Slapp Happy
- Adventures in Utopia – Utopia
- After Dark – Andy Gibb
- Against the Wind – Bob Seger
- Alibi – America
- All Shook Up – Cheap Trick
- Animal Magnetism – Scorpions
- Arc of a Diver – Steve Winwood
- Argybargy – Squeeze
- Army Life – The Exploited
- The Art of Walking – Pere Ubu
- Audio-Visions – Kansas
- Authority Stealing – Fela Kuti
- Autoamerican – Blondie
- Autumn – George Winston
- Avoid Freud – Rough Trade
- Baby’s Got a Gun – The Only Ones
- Back in Black – AC/DC
- Back on the Streets – Donnie Iris
- Bad Luck Streak in Dancing School – Warren Zevon
- Barry – Barry Manilow
- Bass Culture – Linton Kwesi Johnson
- Beat Crazy – Joe Jackson
- Beatin’ the Odds – Molly Hatchet
- Bebe Le Strange – Heart
- The Beginning – Midnight Star
- Between a Hard Place and the Ground – Mike Bloomfield
- Bird Noises – Midnight Oil
- The Birthday Party – The Birthday Party
- The Black Album – The Damned
- Black Market Clash – The Clash
- Black Sea – XTC
- Blizzard of Ozz – Ozzy Osbourne (solowy debiut)
- Blue Angel – Blue Angel
- Blue Kentucky Girl – Emmylou Harris
- The Blues Brothers – oryginalny soundtrack
- Borderline – Ry Cooder
- Boy – U2 (debiut)
- Boys Don’t Cry – The Cure
- The Brains – The Brains
- British Steel – Judas Priest
- Brother Ray is at it Again – Ray Charles
- Bryan Adams – Bryan Adams
- Bunny Wailer Sings the Wailers – Bunny Wailer
- Burning Blue Soul – Matt Johnson
- Butcher Baby (EP) – Plasmatics
- Camellia III i Camellia IV – Ebiet G. Ade
- Cameosis – Cameo
- Carnaval – Spyro Gyra
- Caught You – Steel Pulse
- Chicago XIV – Chicago
- Christopher Cross – Christopher Cross
- Closer – Joy Division
- Clues – Robert Palmer
- Coal Miner's Daughter – oryginalny soundtrack
- Colassal Youth – Young Marble Giants
- Come Upstairs – Carly Simon
- Commercial Album – The Residents
- Common One – Van Morrison
- The Correct Use of Soap – Magazine
- Crazy Rhythms – The Feelies
- Crimes of Passion – Pat Benatar
- Crocodiles – Echo & the Bunnymen
- Cultösaurus Erectus – Blue Öyster Cult
- Soundtrack do filmu The Decline of Western Civilization – The Germs
- Deface the Music – Utopia
- Departure – Journey
- Diana – Diana Ross
- Dirty Mind – Prince
- Divine Madness – Bette Midler
- Doc at the Radar Station – Captain Beefheart
- Dome 1 – Dome
- Don't Fight It – Red Rider
- Double Fantasy – John Lennon & Yoko Ono
- Drama – Yes
- Drastic Measures – 7 Seconds
- Dream After Dream – Journey
- Dub Disco – Bunny Wailer
- Duke – Genesis
- Eagles Live – The Eagles
- Earth & Sky – Graham Nash
- East – Cold Chisel
- Eje Nlogba – King Sunny Ade
- Elephant Parts – Mike Nesmith
- Emotional Rescue – The Rolling Stones
- Empires and Dance – Simple Minds
- Empty Glass – Pete Townshend
- End of the Century – The Ramones
- The European Tour – John Coltrane
- Exploited Barmy Army – The Exploited
- Faces – Earth, Wind & Fire
- Soundtrack do filmu Fame
- Flash Gordon – Queen
- Flesh + Blood – Roxy Music
- Flush The Fashion – Alice Cooper
- The Flying Lizards – The Flying Lizards
- Framed – Asleep at the Wheel
- Freedom of Choice – Devo
- Fresh Fruit for Rotting Vegetables – Dead Kennedys
- Full Moon – Charlie Daniels Band
- Gap Band III – The Gap Band
- The Game – Queen
- Garden of Love – Rick James
- Gaucho – Steely Dan
- Gentlemen Take Polaroids – Japan
- Get Happy! – Elvis Costello
- Give Me the Night – George Benson
- Glass House Rock – The Greg Kihn Band
- Glass Houses – Billy Joel
- Go to Heaven – The Grateful Dead
- God Save the Queen/Under Heavy Manners – Robert Fripp
- Good News – Sweet Honey in the Rock
- Grace and Danger – John Martyn
- Greatest Hits – Kenny Rogers
- Grotesque (After the Gramme) – The Fall
- Group Sex – The Circle Jerks (debiut)
- Growing Up in Public – Lou Reed
- Guilty – Barbra Streisand
- Gyrate – Pylon
- Habibi Ana – Samir Al-Ajani
- Hail H.I.M. – Burning Spear
- Hanx – Stiff Little Fingers
- Happy Woman Blues – Lucinda Williams
- Hawks & Doves – Neil Young
- Head Games – Foreigner
- Head On – Samson
- Heartattack and Vine – Tom Waits
- Heathen Earth – Throbbing Gristle
- Heaven and Hell – Black Sabbath
- Hi-Infidelity – REO Speedwagon
- Hideaway – David Sanborn
- Hold Out – Jackson Browne
- Honeysuckle Rose – Willie Nelson
- Hot on the One – James Brown
- Hotter than July – Stevie Wonder
- Huey Lewis & The News – Huey Lewis & the News (debiut)
- Humans – Bruce Cockburn
- Hypnotised – The Undertones
- I Am What I Am – George Jones
- I Believe – The Buzzcocks
- Ikite Itemo Iidesuka – Miyuki Nakajima
- Iron Maiden – Iron Maiden (debiut)
- Immer nur träumen – Die Flippers
- In Concert, Zürich 28 października, 1979 – Chick Corea i Gary Burton
- In 'n' Out – Rick James
- In The Flat Fields – Bauhaus
- Inside Job – Dion DiMucci
- The Inside Story – Robben Ford
- INXS – INXS (debiut)
- I Just Can’t Stop It – The English Beat (debiut)
- I’m a Rebel – Accept
- It's What’s Inside That Counts – Critical Mass
- I've Got Something to Say – David Allan Coe
- Jack Rabbit! – Doug Dillard
- The Jazz Singer – Neil Diamond
- Jazziz – John Serry
- The Jealous Kind – Delbert McClinton
- Joe’s Garage Acts II and III – Frank Zappa
- John Anderson – John Anderson
- Joy and Pain – Maze i Frankie Beverly
- Just Like That – Toots and the Maytals
- Just One Night – Eric Clapton
- Kaleidoscope – Siouxsie and the Banshees
- Kano – Kano (debiut)
- Kurtis Blow – Kurtis Blow (debiut)
- Kilamanjaro – The Teardrop Explodes
- Killing Joke – Killing Joke
- Kings of the Wild Frontier – Adam and the Ants
- Keeping Our Love Warm – Captain & Tennille
- Lady T – Teena Marie
- Laughter – Ian Dury and the Blockheads
- Let’s Get Serious – Jermaine Jackson
- Lightning to the Nations – Diamond Head
- Little Stevie Orbit – Steve Forbert
- Live in Vienna – Cluster i Farnbauer
- Living Dub – Burning Spear
- LKJ in Dub – Linton Kwesi Johnson
- London Calling – The Clash (amerykańskie wydanie)
- The Long Riders – Ry Cooder
- Looking at Bird – Archie Shepp
- The Lord Will Make a Way – Al Green
- Los Angeles – X
- Loud & Clear – Sammy Hagar
- Love in Exile – Eddy Grant
- Love Lives Forever – Minnie Riperton
- Love Stinks – J. Geils Band
- Loverboy – Loverboy
- Maestra Vida: Primera Parte – Ruben Blades
- Maestra Vida: Segundo Parte – Ruben Blades
- Making Movies – Dire Straits
- McCartney II – Paul McCartney
- Me Myself I – Joan Armatrading
- Metal-rendez-vous – Krokus
- Mekons – The Mekons
- Merzbild Schwet – Nurse With Wound
- Metamatic – John Foxx
- Middle Man – Boz Scaggs
- Mondo Bongo – Boomtown Rats
- Monster – Herbie Hancock
- More George Thorogood and the Destroyers – George Thorogood and the Destroyers
- More Specials – The Specials
- Mr. Hands – Herbie Hancock
- Music of Many Colors – Fela Kuti i Roy Ayers
- My Babe – Roy Buchanan
- National Breakout – The Romantics
- Naughty – Chaka Khan
- Neutronica – Donovan
- Never Alone – Amy Grant
- Never Forever – Kate Bush
- New Hope for the Wretched – Plasmatics
- Night Passages – Weather Report
- Nine to the Universe – Jimi Hendrix
- Nothin' Matters And What If It Did – John Cougar Mellencamp
- Nurds – The Roches
- Off the Coast of Me – Kid Creole and the Coconuts
- Official Secrets Act – M
- On Through the Night – Def Leppard
- One Bad Habit – Michael Franks
- One for the Road – The Kinks
- One Trick Pony – Paul Simon
- Operation Radication – Yellowman
- Orchestral Manoeuvres in the Dark – Orchestral Manoeuvres in the Dark
- Organisation – Orchestral Manoeuvres in the Dark
- Ori Mi Ja Fun Mi – King Sunny Ade
- Perry Como – Perry Como
- Panorama – The Cars
- Paradise Theater – Styx
- Paris – Supertramp
- Paul Davis – Paul B. Davis
- People – James Brown
- Permanent Waves – Rush
- Peter Gabriel – Peter Gabriel
- Play – Magazine
- Playing For Keeps – Eddie Money
- Pretenders – The Pretenders
- Progressions of Power – Triumph
- The Psychedelic Furs – The Psychedelic Furs
- Rastakraut Pasta – Moebius & Plank
- Ready an’ Willing – Whitesnake
- Real Eyes – Gil Scott-Heron
- Real People – Chic
- Real to Real Cacophony – Simple Minds
- Reflections – Chet Atkins
- Remain in Light – Talking Heads
- Right or Wrong – Rosanne Cash
- The River – Bruce Springsteen
- Roberta Flack Featuring Donny Hathaway – Roberta Flack i Donny Hathaway
- Rockabilly Blues – Johnny Cash
- Romance Dance – Kim Carnes
- The Romantics – The Romantics
- Roses in the Snow – Emmylou Harris
- Running for my Life – Judy Collins
- Sacred Songs – Daryl Hall
- San Antonio Blues – Willie Nelson i Ray Price
- Sandinista! – The Clash
- Saved – Bob Dylan
- Scary Monsters (and Super Creeps) – David Bowie
- Scream Dream – Ted Nugent
- Searching For The Young Soul Rebels – Dexys Midnight Runners
- Second Edition – Public Image Limited
- Second Time Around – The Kinks
- Seconds of Pleasure – Rockpile
- Selbstportrait - Vol. II – Hans-Joachim Roedelius
- Selbstportrait Vol. III „Reise durch Arcadien” – Hans-Joachim Roedelius
- Seventeen Seconds – The Cure
- Shadows and Light – Joni Mitchell
- Signing Off – UB40
- The Singles Album – UB40
- Sinsemilla – Black Uhuru
- Snap Crackle and Bop – John Cooper Clarke
- Social Studies – Carla Bley
- Soldier – Iggy Pop
- Solo in Soho – Phil Lynott
- Something Better Change – D.O.A.
- Songs the Lord Taught Us – The Cramps
- S.O.S. – The S.O.S. Band
- Soul Syndrome – James Brown
- Sound Affects – The Jam
- Special Things – The Pointer Sisters
- Spellbound – Dennis Brown
- Stand in the Fire – Warren Zevon
- Stations of the Crass – Crass
- Stone Jam – Slave
- Storm Windows – John Prine
- Strong Arm of the Law – Saxon
- Suicide – Suicide
- Super Trouper – ABBA
- Sweat Band – Sweat Band
- The Swing of Delight – Carlos Santana
- Take It Easy Baby – Buckwheat Zydeco
- Taking Liberties – Elvis Costello
- The Tale of the Tape – Billy Squier
- Tangram – Tangerine Dream
- That’s What You Get Babe – Kevin Ayers
- There and Back – Jeff Beck
- This Time – Al Jarreau
- Three Mantras – Cabaret Voltaire
- To the Quiet Men from a Tiny Girl – Nurse With Wound
- Tomcattin' – Blackfoot
- Totale’s Turns (It’s Now or Never) – The Fall
- TP – Teddy Pendergrass
- Travelogue – The Human League
- Trilogy: Past Present Future – Frank Sinatra
- Triumph – The Jacksons
- Trombipulation – Parliament
- True Colours – Split Enz
- Truth Decay – T Bone Burnett
- The Turn of a Friendly Card – The Alan Parsons Project
- Two Bit Monsters – John Hiatt
- Ultra Wave – Bootsy Collins
- Underwater Moonlight – The Soft Boys
- Unmasked – KISS
- The Up Escalator – Graham Parker
- Up-Front – The Fleshtones
- Uprising – Bob Marley and the Wailers
- Soundtrack do filmu Urban Cowboy – różni artyści
- Victims of the Fury – Robin Trower
- Vienna – Ultravox
- The Voice of America – Cabaret Voltaire
- Voices – Daryl Hall i John Oates
- The Wanderer – Donna Summer
- Warm Leatherette – Grace Jones
- Warm Thoughts – Smokey Robinson
- We Are...Every One of Us – Sweet Honey in the Rock
- What’s the Word – The Fabulous Thunderbirds
- Wheels of Steel – Saxon
- When Two Worlds Collide – Jerry Lee Lewis
- Who’s Been Talking – The Robert Cray Band
- Wild Planet – The B-52’s
- Willie Nile – Willie Nile (debiut)
- Women and Children First – Van Halen
- Xanadu – Olivia Newton-John, Electric Light Orchestra
- Yesshows – Yes
- Your Cassette Pet – Bow Wow Wow
- Zapp – Zapp
- Zenyatta Mondatta – The Police
- Zydeco Gris Gris – Beausoleil

## Muzyka poważna

### Kompozycje
- Lukas Foss – Curriculum Vitae with Time-Bomb, Measure for Measure
- Julian Gembalski – Msza o Duchu Świętym (wersja na chór czterogłosowy i organy)[1]

### Wydarzenia
- X Międzynarodowy Konkurs Pianistyczny im. Fryderyka Chopina

## Nagrody
- Konkurs Piosenki Eurowizji 1980
  - „What’s Another Year”, Johnny Logan